# Lanta (Francia)
Lanta è un comune francese di 1 630 abitanti situato nel dipartimento dell'Alta Garonna nella regione dell'Occitania.

## Società

### Evoluzione demografica
Abitanti censiti

## Monumenti

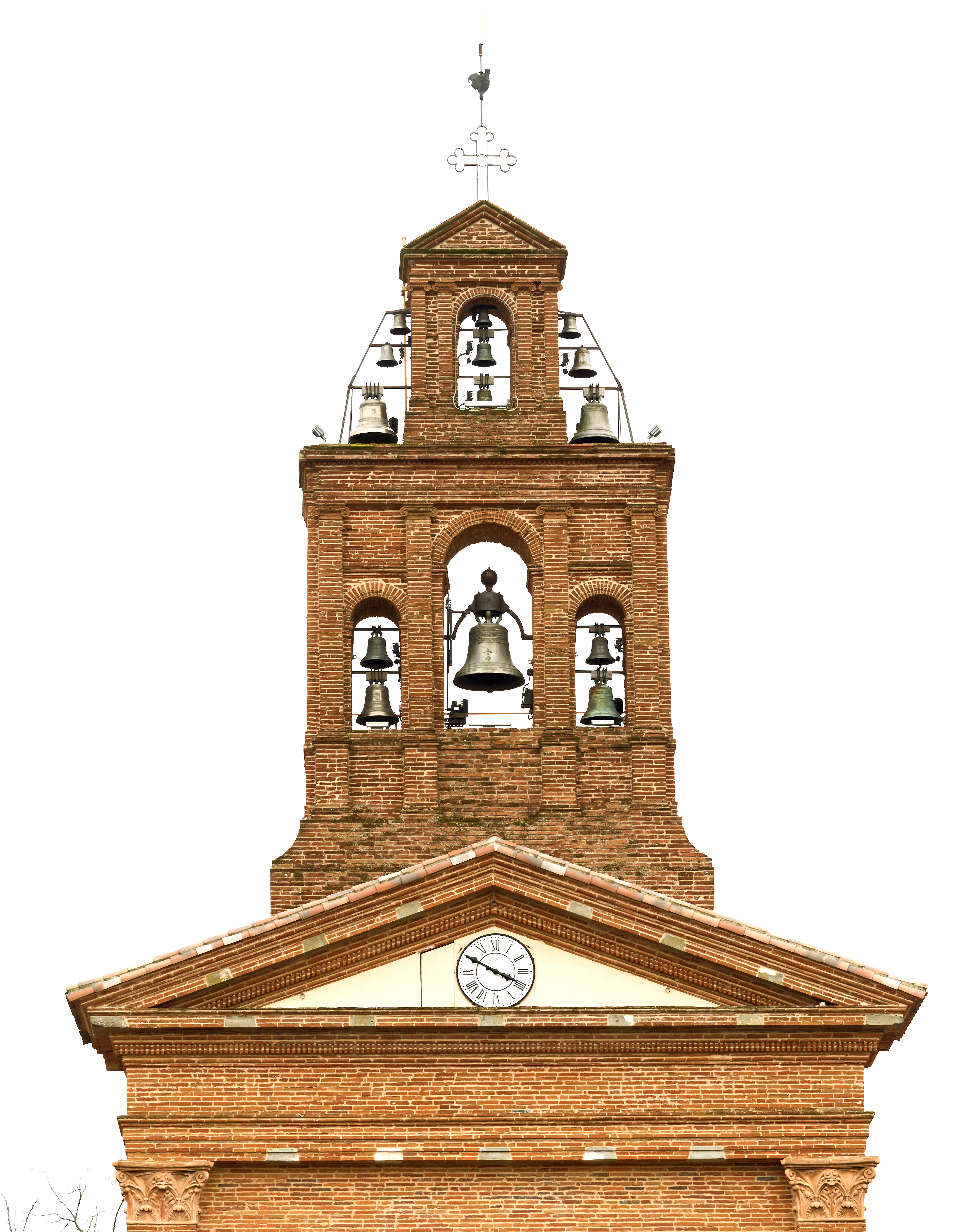
Il campanile.
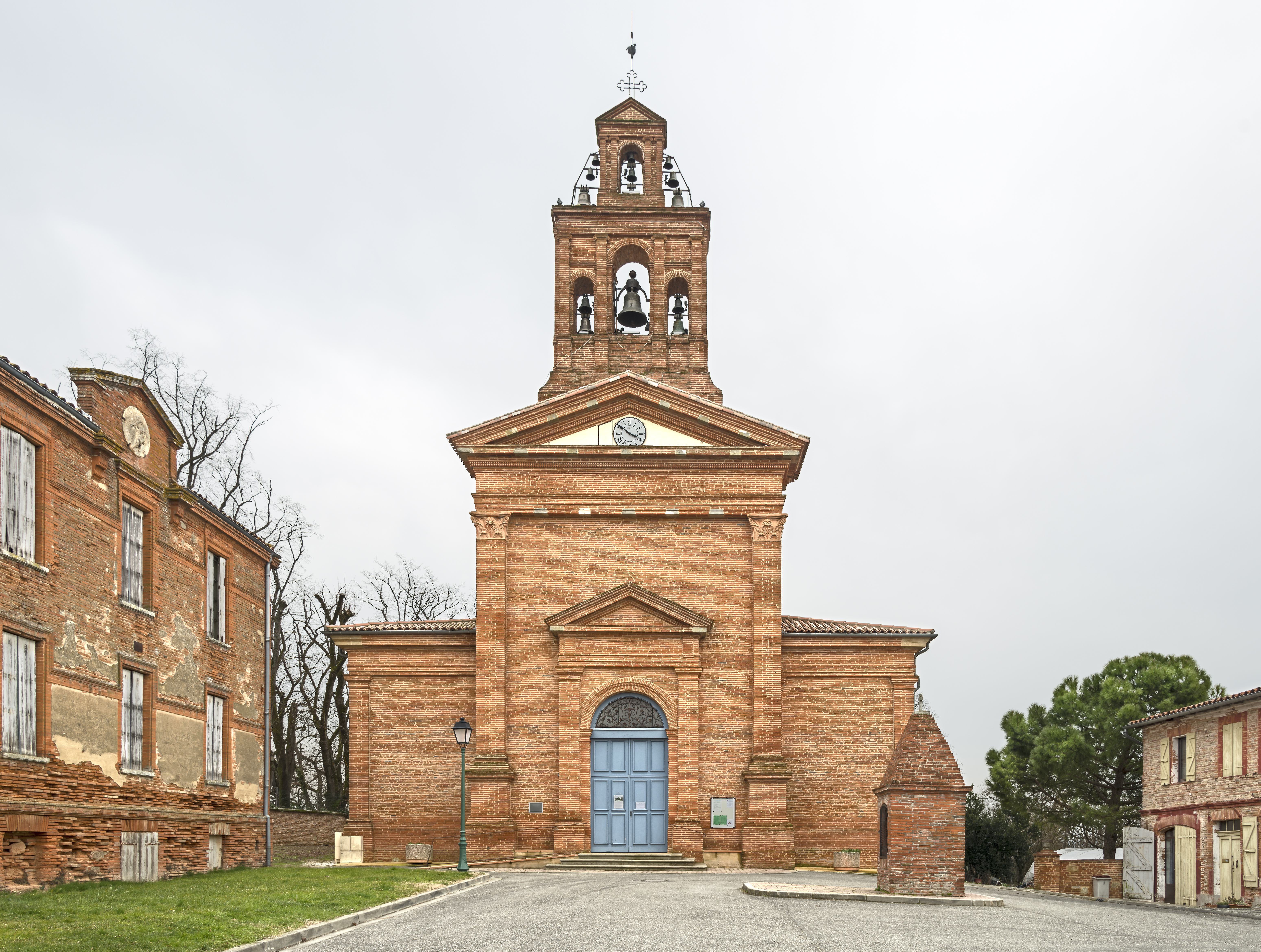
La Chiesa di Nostra Signora di Lanta.
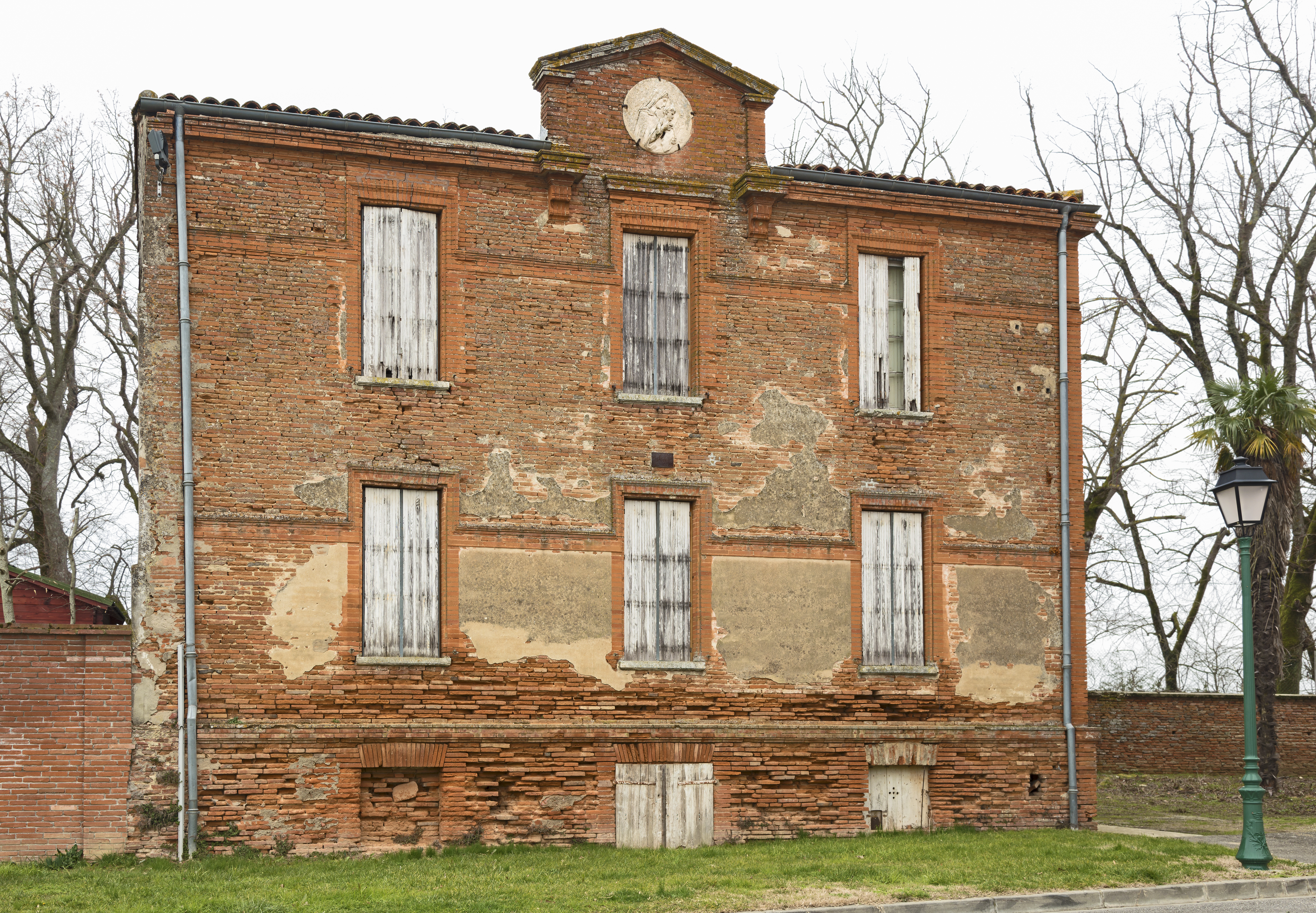
La facciata della vecchia canonica.
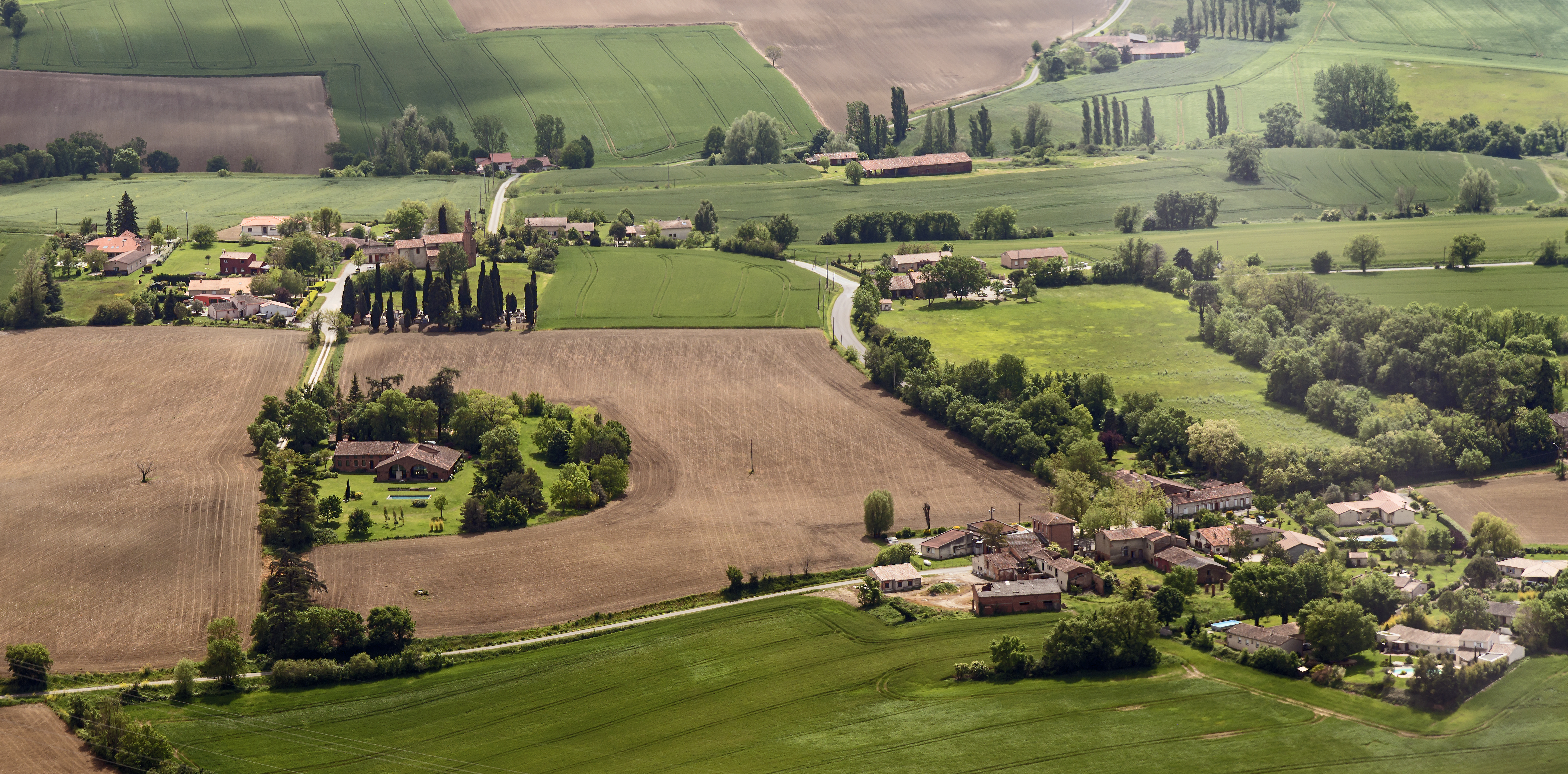
Saint Anatoly de Lanta
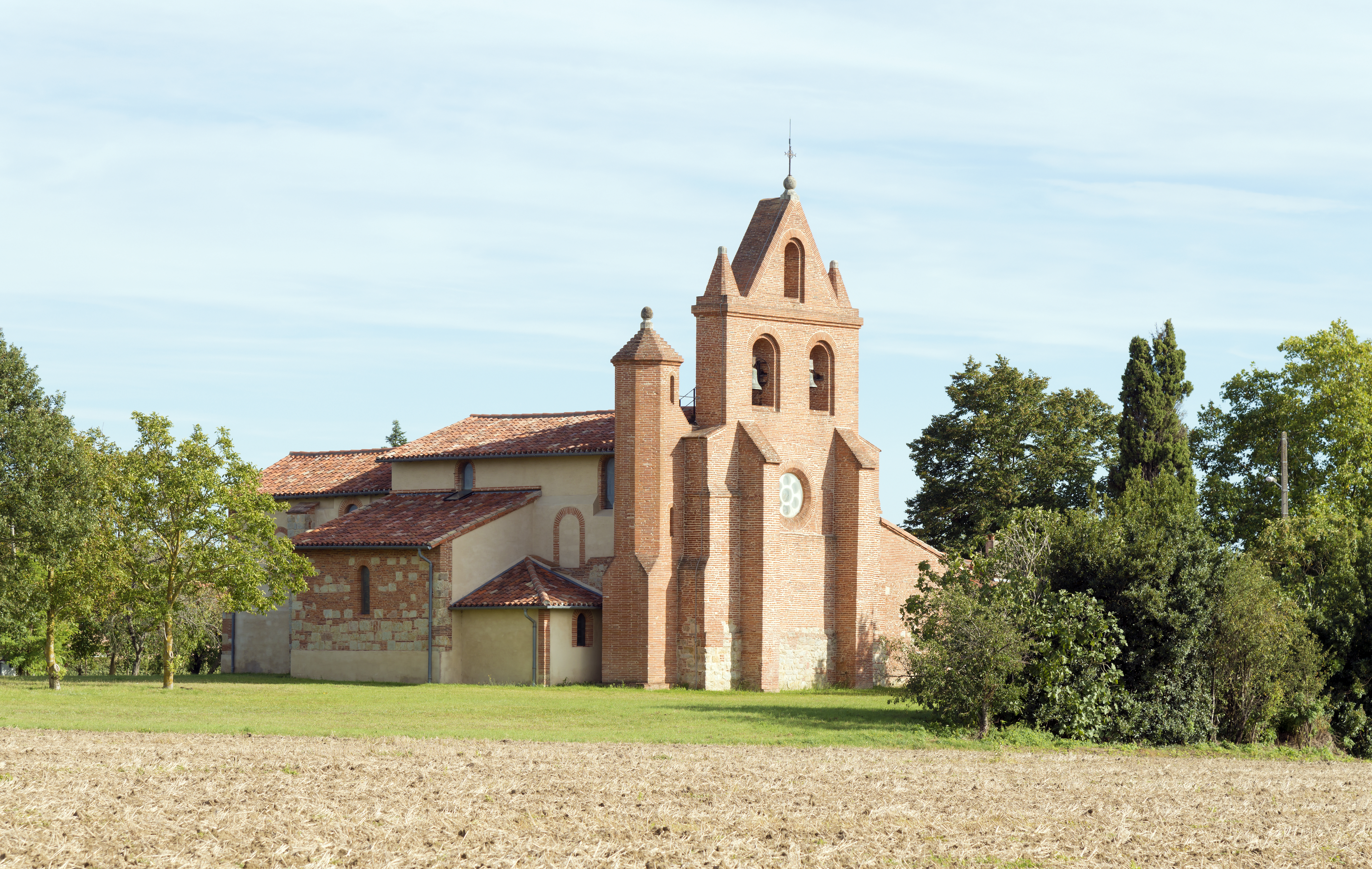
Lanta - Saint Anatoly
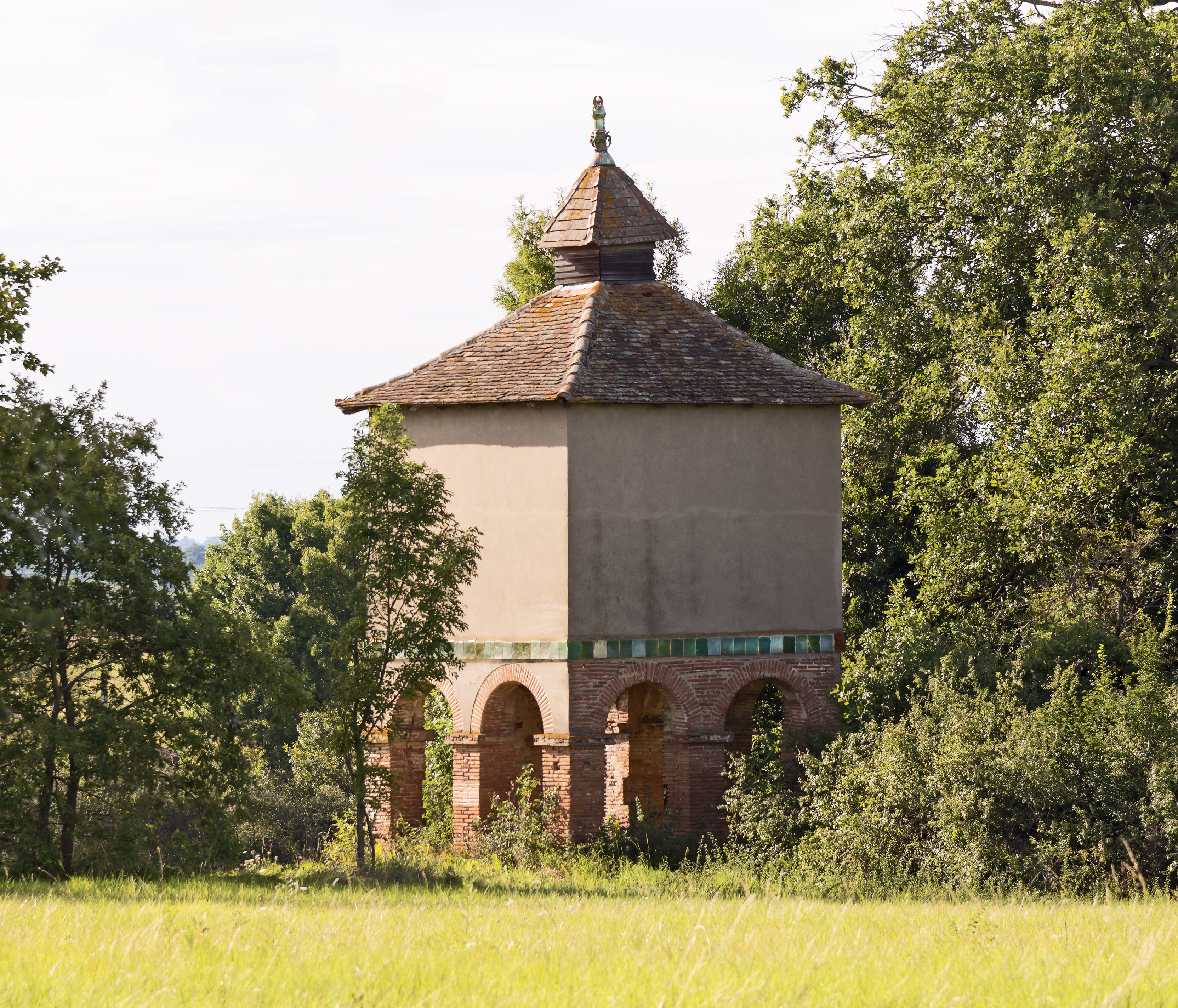
Colombaia.